# Nemotaulius punctatolineatus
Nemotaulius punctatolineatus là một loài Trichoptera trong họ Limnephilidae. Chúng phân bố ở miền Cổ bắc.